# Park Małp Jigokudani
Park Małp Jigokudani (jap. 地獄谷野猿公苑 Jigokudani Yaen Kōen; dosł. Park Dzikich Małp Jigokudani) – park w Japonii, utworzony w 1964 roku, położony w granicach administracyjnych miasta Yamanouchi w prefekturze Nagano, w środkowej części wyspy Honsiu (Honshū).
Park małp znajduje się w północnej części prefektury, w dolinie rzeki Yokoyu, płynącej przez płaskowyż Shiga Kōgen, który jest częścią Parku Narodowego Jōshin’etsu Kōgen. Nazwa Jigokudani oznacza Piekielną Dolinę i pochodzi od dźwięku wybuchającej na wysokość kilku metrów z ziemi pary i gorącej wody „z dna piekła”. Obecnie jest tylko jeden gejzer.
Duże opady śniegu, który leży tu przez cztery miesiące w roku i wysokość 850 m n.p.m. utrudniają dotarcie do celu. Są dwie drogi: wąską ścieżką przez las o długości ok. 2 km, co wymaga 25–40 minut spaceru lub 10–15 minut spaceru od najbliższego parkingu.
Park słynie z dużej populacji dzikich makaków japońskich (Macaca fuscata), które nazywane są także małpami śnieżnymi. Zimę spędzają w dolinie, ale podczas cieplejszych miesięcy żerują na terenie całego parku narodowego. Małpy schodzą ze stromych zboczy i lasu, by przesiadywać w gorących źródłach (onsen), a wieczorem wracają do bezpieczniejszego dla nich lasu.
Jednak od kiedy zwierzęta są dokarmiane przez zwiedzających, pozostają w pobliżu źródeł przez cały rok i, niezależnie od sezonu, goście mają możliwość obserwacji setek makaków.
Jigokudani nie jest najdalej na północ wysuniętym miejscem, w którym te małpy żyją. Półwysep Shimokita leżący w północnej części wyspy Honsiu i jego północno-zachodnia część, położona ok. 500 km na północ od parku jest północną granicą zasięgu makaków w Japonii. Nie jest znany żaden z naczelnych, oprócz człowieka, żyjący w surowszych warunkach.
Park stał się znany na świecie dzięki jego prezentacji w amerykańskim filmie dokumentalnym pt. „Baraka” z 1992 roku w reżyserii Rona Fricke.

## Galeria

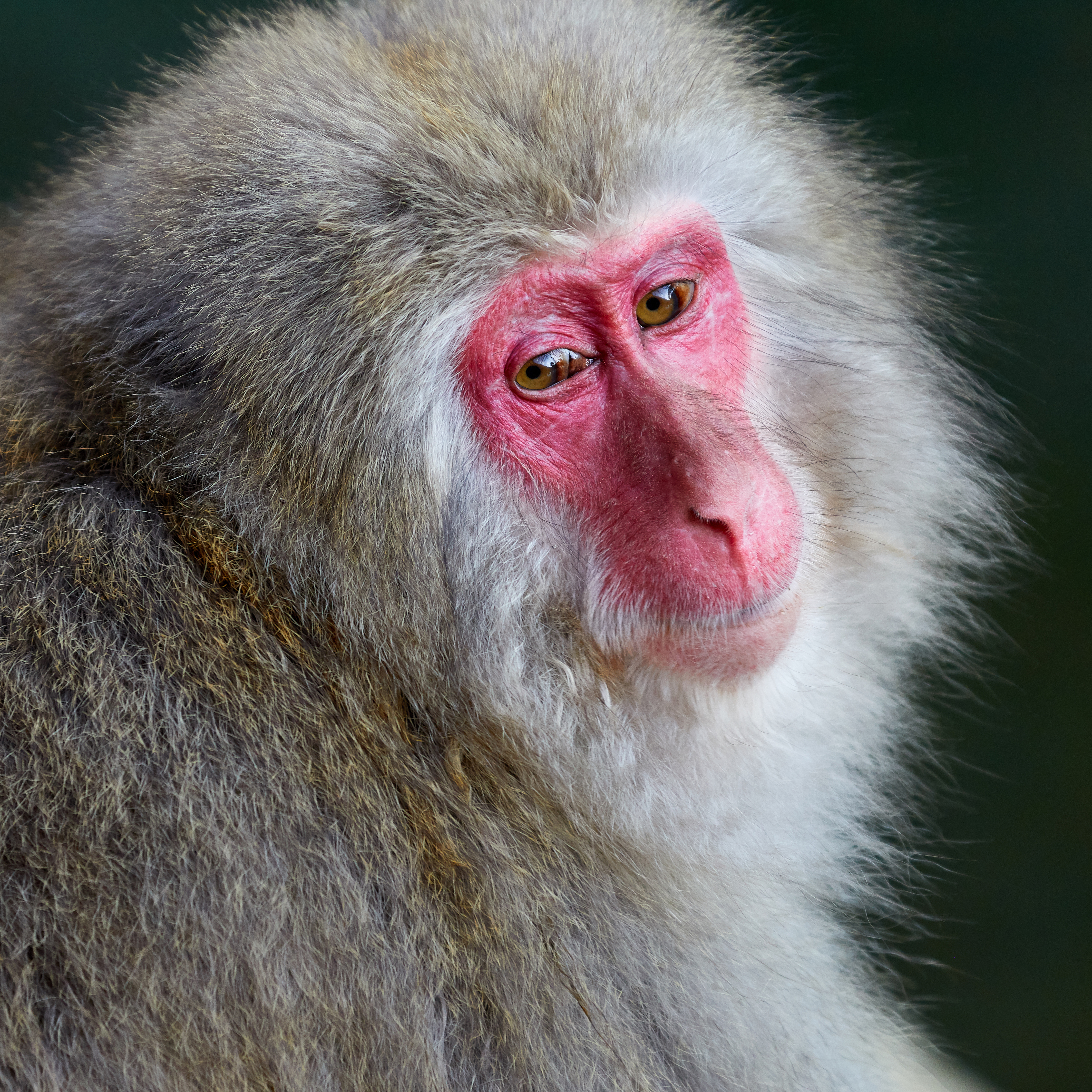
Portret makaka japońskiego
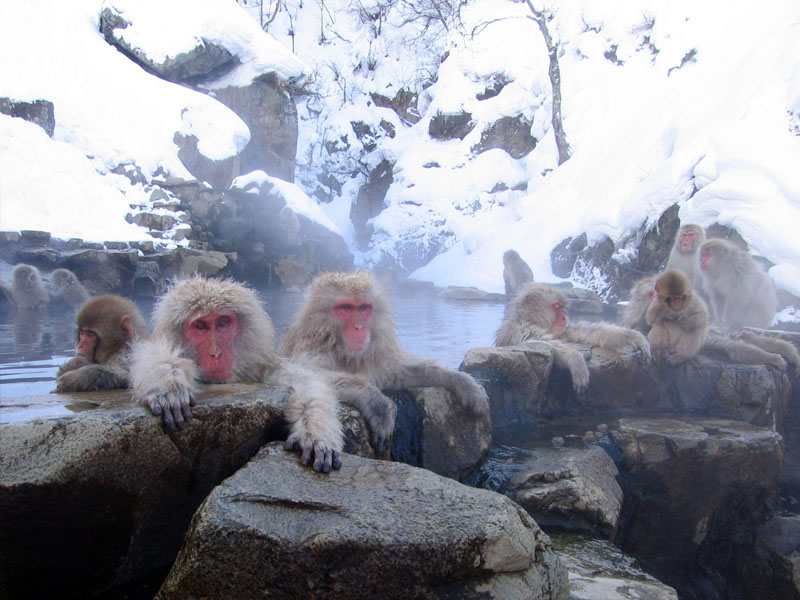
Makaki zażywające kąpieli w onsenie
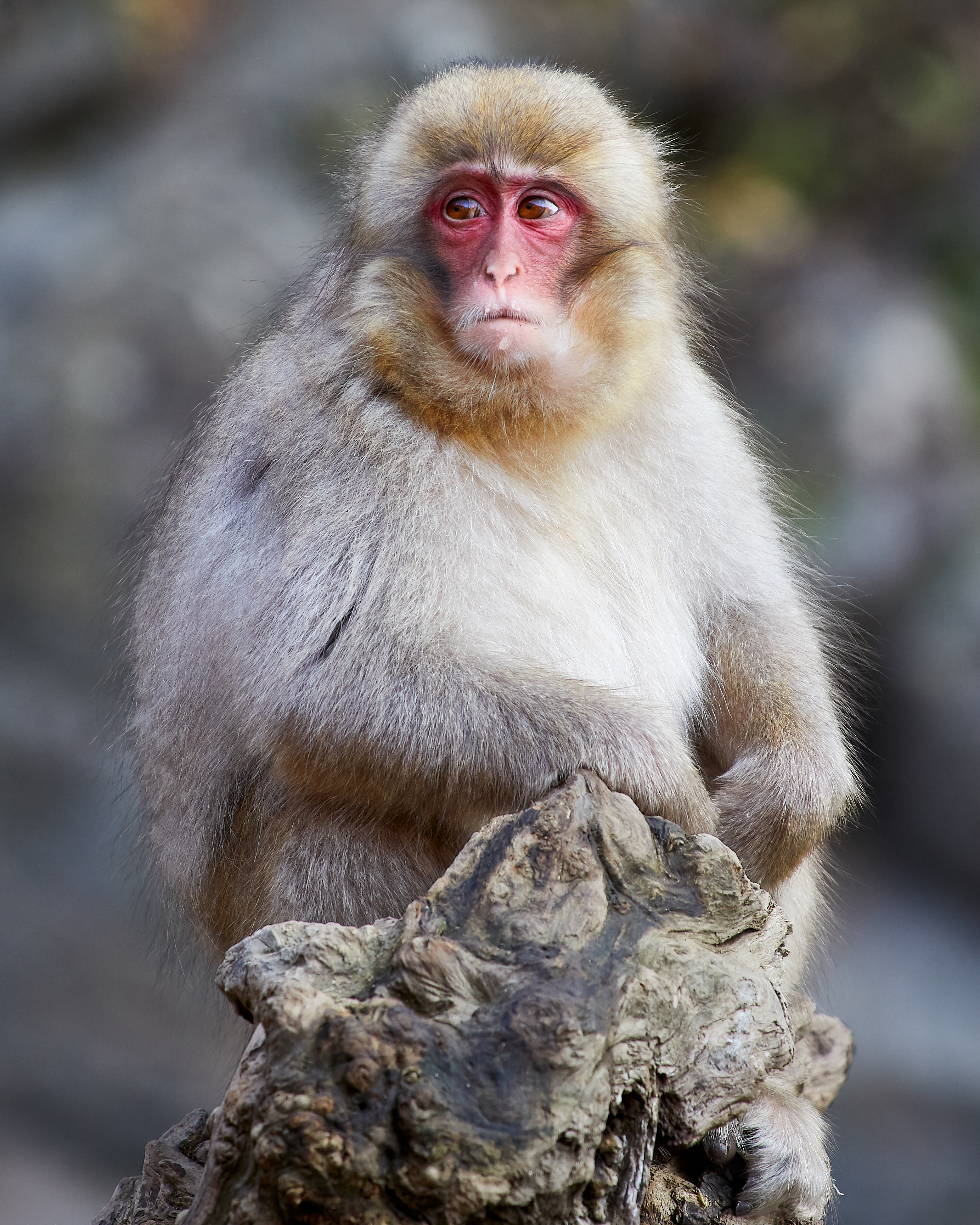
Młody makak japoński
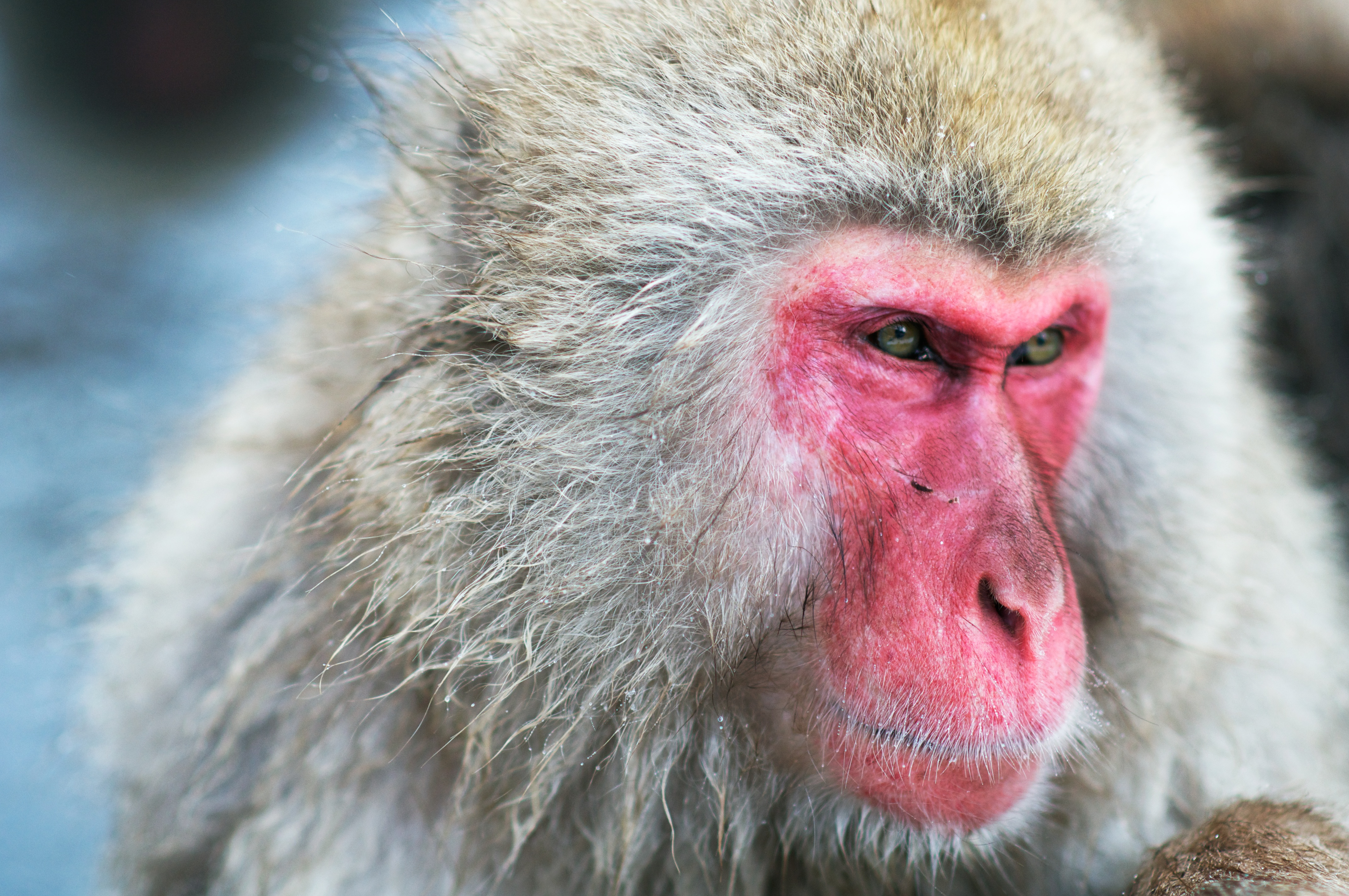
Samiec alfa
- Makaki podczas iskania (wideo)